# 櫂伝馬船

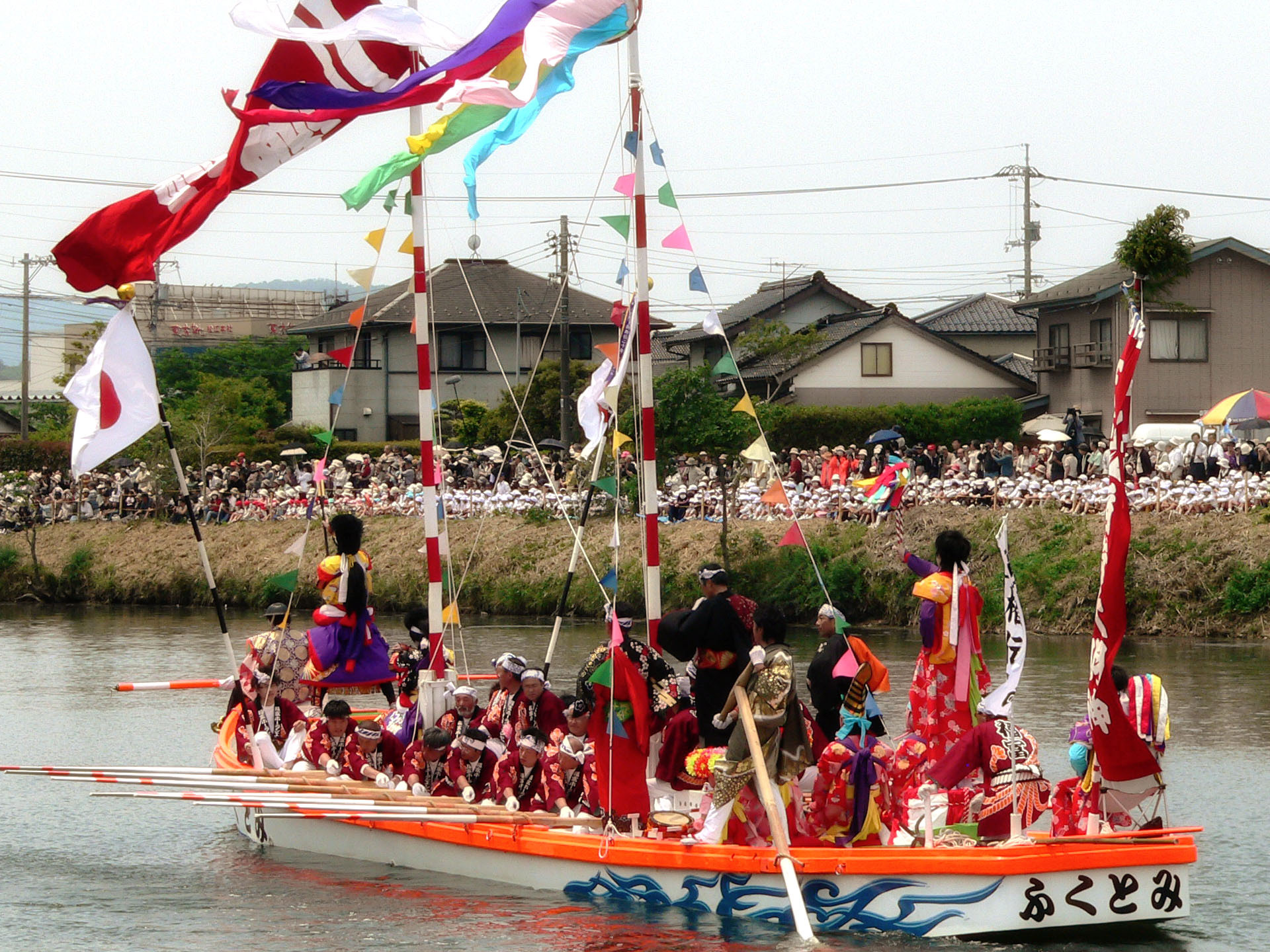
ホーランエンヤ（2009年）。

櫂伝馬船（かいでんません）は、島根県で行われる日本三大船神事であるホーランエンヤで使われる船の名称。

## 概要
かつては木製の網船を改造していたが、1985年からこの年に建造された繊維強化プラスチック(FRP)船を使用している。大きいもので長さは約15メートル、幅は約3メートルあり、約50人が乗り込むことができる。船の舳先と艫に踊り手のための踊り場が設けられている。また、船には、旗や幟などさまざまな装飾が施され、五大地によって飾り付けは異なる。
伝馬船団は、櫂伝馬船、総代船、化粧船、賄船の4種類の船で構成されている。

### 乗組員
- 伝馬長（てんまちょう） / 伝馬頭取（てんまとうどり）：櫂伝馬船の総指揮を取る。
- 音頭取（おんどとり） / 音頭（おんど）：音頭を取る。
- 水先（みずさき） / 早助（はやすけ）：水先の案内をする。
- 練櫂（ねりがい） / 艫櫂（ともがい）：船の舵を取る。
- 剣櫂（けんがい）：船先で男踊りを踊る。
- 采振（ざいふり）：後方で女踊りを踊る。
- 太鼓（たいこ）：音頭にあわせて叩かれる。
- 櫂掻（かいかき） / 櫂方（かいかた）：音頭にあわせて漕がれる。
- 招待（しょうたい） / 招き（まねき）：馬潟櫂伝馬のみ。

## 歴史
それまで渡御の際は、神輿船だけで行われていたが、1808年、渡御の際に神輿船が風雨に見舞われたとき、馬潟の漁師が神輿を助け、阿太加夜神社まで送ったことがきっかけで、10年後の1818年に、正式に馬潟の漁船が渡御に加わり、神輿船の曳き役を務めるようになった。その際馬潟へ帰った漁師が、神興船を助けた喜び、櫂をもって踊ったことで表現したことが踊りの紀元となった。このカイ踊りを伝えたのは加賀に住む永徳丸の船頭であった重蔵である。馬潟ではこの人を雇って踊りの伝授を受けた。これが櫂伝馬船の始まりといわれている。
その後、矢田、大井、福富、大海崎が渡御に加わり、その5地区は五大地と呼ばれている。

### 五大地
- 馬潟（まかた）
  - 一番船。1808年より参加[1]。「いの一まかた」と称される。
- 矢田（やだ）
  - 二番船。1818年より参加。
- 大井（おおい）
  - 三番船。1828年より参加。
- 福富（ふくとみ）
  - 四番船。1838年より参加。
- 大海崎（おおみざき）
  - 五番船。1848年より参加。

## 文献
- 山陰地域研究　1986年３月　第二号　　　島根大学山陰地域研究総合センター